# Episodi di Drei Damen vom Grill (terza stagione)
La terza stagione della serie televisiva Drei Damen vom Grill è stata trasmessa in anteprima in Germania nel corso del 1980.
| nº | Titolo originale        | Titolo italiano | Prima TV Germania | Prima TV Italia |
| -- | ----------------------- | --------------- | ----------------- | --------------- |
| 1  | Aus Null mach drei      | inedito         | 1980              | inedito         |
| 2  | Ein neuer Stand         | inedito         | 1980              | inedito         |
| 3  | Tapetenwechsel          | inedito         | 1980              | inedito         |
| 4  | Die Verschwörung        | inedito         | 1980              | inedito         |
| 5  | Der Musterpatient       | inedito         | 1980              | inedito         |
| 6  | Schwarze Wurst          | inedito         | 1980              | inedito         |
| 7  | Das Horoskop            | inedito         | 1980              | inedito         |
| 8  | Wenn Oma eine Reise tut | inedito         | 1980              | inedito         |
| 9  | Der Zauberstab          | inedito         | 1980              | inedito         |
| 10 | Kultur und Kokinelli    | inedito         | 1980              | inedito         |
| 11 | Heimlichkeiten          | inedito         | 1980              | inedito         |
| 12 | Umständehalber          | inedito         | 1980              | inedito         |
| 13 | Beinah'n Wunschkind     | inedito         | 1980              | inedito         |